# Hemilepidotus zapus
Hemilepidotus zapus és una espècie de peix pertanyent a la família dels còtids.

## Descripció
- Fa 26 cm de llargària màxima (normalment, en fa 17,6) i 330 g de pes.[5][6]

## Hàbitat
És un peix marí, demersal i de clima polar (0 °C-4 °C; 66°N-51°N) que viu entre 61 i 530 m de fondària (normalment, entre 100 i 250).

## Distribució geogràfica
Es troba al Pacífic nord: el nord de les illes Kurils, el mar de Bering i les illes Aleutianes (Alaska).

## Longevitat
La seua esperança de vida és de 9 anys.

## Observacions
És inofensiu per als humans.